# Nemozoma
Nemozoma är ett släkte av skalbaggar som beskrevs av Pierre André Latreille 1804. Nemozoma ingår i familjen flatbaggar.
Släktet innehåller bara arten Nemozoma elongatum.

## Bildgalleri

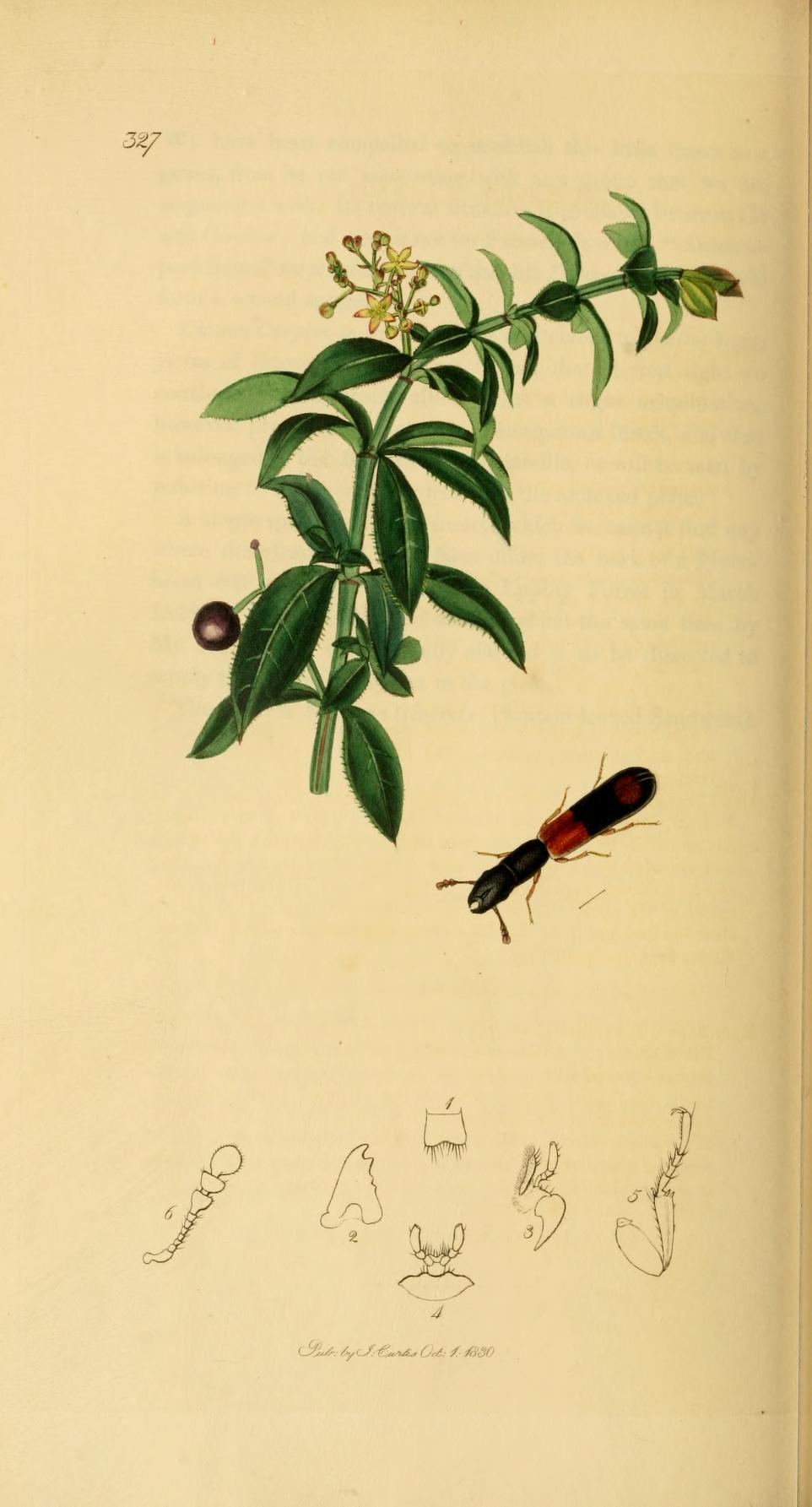
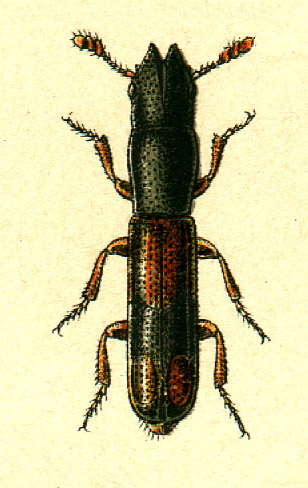
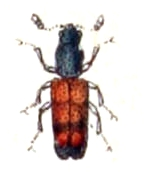